# Йежи Стефан Ставински
Йѐжи Стефан Ставѝнски (на полски: Jerzy Stefan Stawiński) е полски сценарист, режисьор и писател. Смятат за един от най-значимите сценаристи в историята на полското кино. Роден на 1 юли 1921 г. в Закрент. Започвайки с „Канал“ на Анджей Вайда през 1957 г., пише сценариите на 29 кинофилма. Умира на 12 юни 2010 г. във Варшава.